# Opret jorddrossel
Opret jorddrossel (latin: Psophocichla litsitsirupa eller Turdus litsitsirupa) er en spurvefugl, der lever i det sydlige og østlige Afrika.